# Einojuhani Rautavaara
Einojuhani Rautavaara (Helsinki, 9 de outubro de 1928 – 27 de julho de 2016) foi um compositor de música clássica contemporânea finlandês.
Apontado como um dos mais notáveis compositores finlandeses desde Jean Sibelius (1865–1957), Rautavaara compôs inúmeras peças, dos mais variados estilos, incluindo oito sinfonias, nove óperas e doze concertos, bem como várias peças de música de câmara. Seu estilo é descrito como neo-romântico e místicos, tendo usado técnicas de serialismo em vários deles. Seus trabalhos mais conhecidos são o Concerto para Piano nº1 (1969), Cantus Arcticus (1972) e sua sétima sinfonia, Angel of Light (1994).

## Biografia
Rautavaara nasceu em Helsinki, em 1928. Era filho de Eino Alfred Rautavaara (antes Jernberg; 1876-1939; ele alterou o sobrenome em 1901), um cantor de ópera, e de Elsa Katariina Rautavaara, (1898-1944), uma médica. Sua infância foi principalmente moldada pela musicalidade do pai e, com o encorajamento da mãe, Rautavaara começou a aprender piano com o pai quando ainda era bem jovem, de maneira ocasional.
Seu pai faleceu quando Rautavaara tinha apenas 10 anos e sua mãe morreria seis anos depois. Ele então foi viver com sua tia, Hilja Helena Teräskeli (1893-1958), em Turku, onde começou a ter aulas formais de piano aos 17 anos.
Rautavaara estudou música e piano na Universidade de Helsinki, tendo estudado composição na Academia Sibelius, com Aarre Merikanto, de 1948 a 1952. Ele começou a ganhar atenção internacional quando ganhou o Concurso Thor Johnson com sua composição A Requiem in Our Time, em 1954, ainda que ele não tivesse experiência e sua técnica fosse imatura na época.
Independente das qualidades que Rautavaara acreditava não ter na época, seu trabalho começou a ser indicado por Jean Sibelius e ele conseguiu para Rautavaara uma bolsa de estudos para a Juilliard School, em Nova Iorque, onde teve aulas com Vincent Persichetti, Roger Sessions e Aaron Copland. Com o fim da bolsa, ele retornou a Helsinki e se formou pela Academia Sibelius, em 1957, partindo para a Suíça no final do mesmo ano para estudar com o compositor suíço Wladimir Vogel. No ano seguinte, ele viajou para Colônia, onde estudou com o compositor alemão Rudolf Petzold.
Entre 1957 e 1959, trabalhou como professor não concursado na Academia Sibelius. De 1959 a 1961, foi arquivista da Orquestra Filarmônica de Helsinki. De 1965 a a 1966, foi reitor do Instituto Käpylä de Música, em Helsinki. Já como concursado, voltou a dar aulas na Academia Sibelius de 1966 a 1976, trabalhando também para o Conselho de Artes da Finlândia, de 1971 a 1976 e professor de composição novamente para a Academia Sibelius, de 1976 a 1990. Alguns de seus alunos foram o compositor finlandês Kalevi Aho e o maestro Esa-Pekka Salonen.

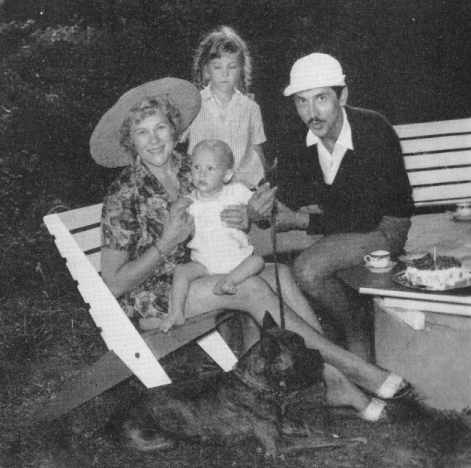
Rautavaara com sua esposa, Mariaheidi, e seus filhos em 1961

## Vida pessoal
Rautavaara casou-se com sua primeira esposa, a atriz Heidi Maria "Mariaheidi" Suovanen, em 1959, com quem teve dois filhos (Markojuhani e Olof) e uma filha (Yrja). O casal se separou em 1982 e se divorciou em 1984, depois que ele se envolveu com Sinikka Koivisto, 29 anos mais nova. Em 1984, ele se casou com Sinikka, com quem ficou casado até sua morte, em 2016.
Após sofrer uma dissecção da aorta, em janeiro de 2004, Rautavaara passou seis meses em uma UTI, antes de se recuperar e continuar trabalhando. O governo finlandês foi um grande apoiador neste período e o nomeou professor de artes, pagando uma pensão para que pudesse apenas compôr, sem precisar dar aulas.

## Morte
Rautavaara morreu em 27 de julho de 2016, em Helsinki, aos 87 anos, depois de complicações devido a uma cirurgia no quadril.

## Obras

### Óperas
- Apollo contra Marsyas (1970)
- The Myth of Sampo (1974/1982)
- Thomas (1982–1985)
- Vincent (1986–1987)
- The House of the Sun (Auringon talo), (1989–1990)
- The Gift of the Magi (Tietäjien lahja), (1993–1994)
- Aleksis Kivi (1995–1996)
- Rasputin (2001–2003)

### Sinfonias
- Symphony No. 1: (1956/1988/2003)
- Symphony No. 2: Sinfonia intima (1957/1984)
- Symphony No. 3: (1961)
- Symphony No. 4: Arabescata (1962)
- Symphony No. 5: (1985-1986)
- Symphony No. 6: Vincentiana (1992)
- Symphony No. 7: Angel of Light (1994)
- Symphony No. 8: The Journey (1999)

### Concertos
- Concertos piano:
  - Piano Concerto No. 1: (1969)
  - Piano Concerto No. 2: (1989)
  - Piano Concerto No. 3: Gift of Dreams (1998)
- Violin Concerto (1976–1977)
- Cello Concerto (1968)
- Double Bass Concerto: Angel of Dusk (1980)
- Flute Concerto: Dances with the Winds (1973)
- Clarinet Concerto (2001)
- Harp Concerto (2000)
- Organ Concerto: Annunciations (1976–1977)